# NSDAP/AO
La NSDAP/AO era l'organizzazione che coordinava gli iscritti al Partito Nazionalsocialista Tedesco dei Lavoratori (NSDAP) residenti al di fuori della Germania. AO sta per Auslands-Organisation (Organizzazione per l'estero)

## Storia
I membri del partito che vivevano al di fuori del Reich tedesco furono raccolti in questa sezione speciale della NSDAP. Il 1º maggio 1931 la nuova unità organizzata fu fondata su iniziativa del Reichsorganisationsleiter ("Responsabile organizzativo per il Reich") Gregor Strasser e la sua gestione fu affidata al Dr. Hans Nieland. Nieland rassegnò le dimissioni l'8 maggio 1933, quando fu nominato capo della Polizia di Amburgo. In sostituzione, Ernst Wilhelm Bohle fu nominato direttore della "AO", che venne considerato il 43° Gau della NSDAP.
Nel 1928 i primi membri del partito unirono le loro forze all'estero in primis in Paraguay e in Brasile. Simili associazioni si costituirono in Svizzera e negli Stati Uniti nel 1930. Questi gruppi furono ufficialmente accettati dalla NSDAP ma solamente dopo la fondazione della Auslands-Organisation: il 7 agosto 1931 gruppi locali di Buenos Aires, poco tempo dopo il Comitato Nazionale del Paraguay, (20 agosto 1931) e il Gruppo Locale di Rio de Janeiro (5 ottobre 1931). Dal 1932 fino alla proibizione nel 1934, esisteva un comitato nazionale nell'Unione del Sud Africa, che godette di grande popolarità e gestì numerosi uffici nell'ex-Africa Tedesca del Sud-Ovest, (oggi Namibia). 
La formazione ideologica e l'orientamento uniforme di tutti i membri del partito agli interessi della nazione tedesca erano i compiti principali del NSDAP/AO. Solo i Reichsdeutsche (cioè persone con la cittadinanza del Reich) potevano diventare membri dell'AO. Alle persone di discendenza tedesca che vivevano all'estero (in tedesco: Volksdeutsche) veniva rifiutato l'ingresso nel Partito nazista, qualora fossero in possesso della cittadinanza del paese di residenza.